# 東京都四市競艇事業組合
東京都四市競艇事業組合（とうきょうとよんしきょうていじぎょうくみあい）は、東京都に存在する一部事務組合である。

## 概要
ボートレース多摩川のモーターボート競走施行に関する事務を共同処理するために設置されている。ボートピア大郷、ボートピア市原における場外勝舟投票の施行に関する事務も取り扱う。
構成団体は小平市、日野市、東村山市および国分寺市であり、組合管理者は、構成4市の市長による互選をする。2021年7月現在、組合管理者は東村山市長が務めている。
組合の事務所は東京都調布市多摩川4丁目31番地1、京王閣競輪場内に設置されているが、京王閣競輪は他機関が実施しており、当組合は関与していない。
なお、ボートレース多摩川が所在する府中市は、所持地であるボートレース多摩川の施行はせず、大田区に所在するボートレース平和島を施行している。

## 歴史
- 1967年4月7日 - 江戸川競艇場の競艇を施行していた「東京都十市競艇事業組合」から、小平市、日野市、東村山市および国分寺市が多摩川競艇場の競艇施行をするために脱退し、東京都四市競艇事業組合を設立。これに伴い、東京都十市競艇事業組合は名称を「東京都六市競艇事業組合」に変更する。
- 1967年6月26日 - 東京都四市競艇事業組合営多摩川競艇を初開催。
- 1999年3月14日 - 宮城県黒川郡大郷町に「ボートピア大郷」を設置。[1]
- 2002年3月16日 - 千葉県市原市に「ボートピア市原」を設置。